# 邸佑
邸佑（1983年11月26日—），是中国职业足球运动员，河北保定人，司职中场。曾效力于保定容大队。

## 职业生涯
邸佑出自八一队，有着一样作风硬朗拼搏投入的传统特点。八一解散后，加盟武汉，助其冲超成功。
2009年初，邸佑因为武汉队已被取消联赛注册资格而转投上海浦东中邦。
2010年初，他又被原武汉队主帅带至中超球队江苏舜天。但位置受限于不甚适应的右后卫。
2011年，邸佑再随裴恩才从江苏舜天转会到新组建的乙级联赛球队重庆足球俱乐部並成为球队队长之一。
2012年，邸佑加盟新组建的乙级联赛球队深圳风鹏。仍为主力攻击手。
2013年，邸佑成为深圳风鹏的队长，为进攻组织核心。